# Heavy Traffic
Heavy Traffic är ett album av Status Quo, utgivet 2002. Det är bandets första album med Matt Letley bakom trummorna. 
Efter 1990-talets mer poppiga period återgick bandet med Heavy Traffic till boogierocken igen. Detta kanske mycket på grund av Letleys trumspel men även med anledning av att Francis Rossi börjat skriva låtar tillsammans med sin gamla låtskrivarpartner Bob Young igen.
I Storbritannien innehöll albumet även bonusspåret "Money Don't Matter", som var placerad mellan "I Don't Remember Anymore" och "Rhythm of Life".

## Låtlista
1. "Blues & Rhythm" (Rossi/Bown) - 4.29
2. "All Stand Up (Never Say Never)" (Rossi/Young) - 4.08
3. "The Oriental" (Rossi/Edwards) - 4.29
4. "Creepin' Up on You" (Parfitt/Edwards) - 5.01
5. "Heavy Traffic" (Rossi/Young/Edwards) - 4.23
6. "Solid Gold" (Rossi/Young) - 4.12
7. "Green" (Bown) - 3.35
8. "Jam Side Down" (Britten/Dore) - 3.27
9. "Diggin' Burt Bacharach" (Rossi/Young) - 2.31
10. "Do It Again" (Edwards/Bown) - 3.39
11. "Another Day" (Rossi/Young) - 3.47
12. "I Don't Remember Anymore" (Bown) - 3.38
13. "Rhythm of Life" (Rossi/Young) - 5.05